# Астральний план
Астра́льний план (лат. astra) — Астрал, Астральний світ, Світ емоцій, Тонкий світ, тонкий план — езотерично-філософське поняття інформаційно-енергетичної субстанції просторового буття всього сущого; більш вільно використовується в окультизмі для позначення певного роду іншого світу, відмінного від світу матеріального.

## Філософські інтерпретації
За однією з точок зору, ідея астрального плану може бути розглянута як розширення дуалізму Декарта, де фізичний світ абсолютно відокремлений від світу думок і свідомості. Дуалістична позиція була давно залишена нейробіологам і більшістю філософів, які вивчають свідомість.
Проте, в еманаційній та езотеричній перспективі (які не беруть свій початок з фізикалізму), астральний план розглядається як справжня метафізична і онтологічна дійсність, як всесвіт, що безпосередньо передує фізичному та дав йому початок.

## Астральний план у популярній культурі
Тонкий план — місце проживання душ (феар) у світі Дж. Р. Толкіна. У певних випадках бачимо звичайним людям (гобіт, що одягнув кільце, інакше бачить атаку назгулів).
Цей термін активно використовується в романах фентезі і в рольових іграх. Наприклад, у грі D & D, астральний план існує як один з планів буття поряд з елементальними планами і тіньовим планом. Існують спеціальні істоти, що живуть на цьому плані, заклинання використовують його енергію тощо.
У молодіжній субкультурі жаргонне позначення астрального плану: «астрал». Іронічне «Пішов в астрал, повернуся нескоро» повідомляє слухачеві про бажання мовця дистанціюватися від реального стану речей або просто про втому.
У 2010 році вийшов американсько-канадський фільм жахів режисера Джеймса Вана Астрал. Через популярність цієї роботи згодом вийшло ще два фільми: Астрал. Частина 2 та Астрал: Глава 3.
В астралі відбувається дія п’єси «Уроборос у Східному експресі» Олеся Барліга. Твір розглядає проблему гомофобії в Україні в контексті медійних процесів, правоборчого руху, Євромайдану та Антитерористичної операції на сході України (Російська збройна агресія проти України (2014—2017)).
Також концепція Астралу активно використовується в рольових іграх — як приклад див. Умбра.

## Астральний план і офіційна влада
22 грудня 2006 в офіційному друкованому органі російської держави — «Російській газеті» — було опубліковано інтерв'ю з ґенерал-майором Борисом Ратникова, представленим як «куратор спеціального підрозділу, який займався таємницями підсвідомості» у структурі Федеральної служби охорони (ФСТ). В інтерв'ю він, серед іншого, говорить про те, що вивчення т. зв. вищих планів ведеться спецслужбами різних країн дуже давно, але традиційно ця робота була сильно засекречена. За його словами, спецслужби різних країн ще «в першій половині минулого століття» активно намагалися використовувати окультні знання в своїх цілях, у зв'язку з чим «часом велися справжні» астральні «битви»
Та мабуть, це одне з перших подібних зізнань, що виходить від офіційної російської влади. Усілякі чутки про державні дослідженнях в цій області, як і в області НЛО, існують також дуже давно.

## Цікаві факти
У біблійній Книзі Еклезіаста в останньому, 12-му розділі, присутні такі рядки:
 Доки не порвався срібний ланцюжок (в деяких перекладах "срібний шнур" - прим. авт.), і не розірвався з золота, і не розіб'ється глек, і не обрушилося колесо в криницю.
І вернеться порох у землю, чим він і був, а дух вернеться знову до Бога, що дав був його. 
У книгах, в яких описується способи вийти в астральну проєкцію, описується, що фізичне та астральне тіла з'єднує «срібний шнур». На думку окультистів, можливо, у книзі Проповідника мається на увазі саме цей шнур (або, як написано в деяких перекладах, ланцюжок), оскільки наступний рядок описує смерть, а в окультних книгах написано, що розрив шнура веде до смерті фізичного тіла та відділення від нього астрального тіла. Християнство та юдаїзм таке тлумачення відкидають.